# اسم شهرة
اسم الشهرة هو اسم بديل عن الاسم الحقيقي لشخص أو مكان أو شيء مألوف. يشيع استخدامها للتعبير عن المودة، وهو شكل من أشكال الحب والتسلية. في حالات نادرة، يمكن أيضًا استخدامه لتشهير شخصية بصورة سلبية، كما يفعل المتنمرون في المدرسة. كمفهوم، يختلف عن كل من الاسم المستعار والاسم الفني، وأيضًا عن العنوان (على سبيل المثال، مدينة النوافير)، على الرغم من أنه قد يكون هناك تداخل في هذه المفاهيم. وقد يُعد اسم التصغير اسم شهرة عاطفي بين من هم في الحب أو تربطهم رابطة عاطفية وثيقة.

## التأثيل

### العربية
أما في العربية، الاسم مشتقٌّ من سَمَوْتُ، لأنّه تنويهٌ ورفعةٌ. واسْمٌ تقديره افْعٌ والذاهب منه الواو، لأنَّ جمعه أَسْمَاءٌ وتصغيره سُمَيٌّ. وفيه أربع لغات اسْمٌ واسْمٌ بالضم، وسَمٌ وسِمٌ. أما الشُّهْرَةُ: ظهور الشيء في شُنْعَة حتى يَشْهَره الناس. واللفط «اسم شهرة» هو لفظ مضاف، فيُعرب اسم حسب موقعه من الجملة، أما الشهرة فتُعربَ مُضافًا إليه مجرورًا.

### الإنجليزية
في الإنجليزية، أُثبتَت واستخدمَت الكلمة المركبة "ekename"، والتي تعني حرفيًّا «الاسم الإضافي»، منذ عام 1303. هذه الكلمة مشتقة من العبارة الإنجليزية القديمة "eac also"، اختصارًا لـ"eacian" والتي تعني «زيادة». بحلول القرن الخامس عشر، أدى التقسيم الخاطئ لمقاطع عبارة "nekename" إلى إعادة صياغتها على أنها «اسم جديد». على الرغم من تغير التهجئة، ظل نطق الكلمة ومعناه مستقرين نسبيًّا منذ ذلك الحين.

## الحوسبة
في سياق التقنية المعلومات، فإن اسم الشهرة هو مرادف شائع للاسم الذي يظهر على الشاشة أو اسم المستخدم. في شبكات الحاسوب، أصبح من الشائع أن يمتلك كل شخص أيضًا اسم شهرة واحدًا أو أكثر لأغراض الاستعارة، أو لتجنب الغموض، أو ببساطة لأن الاسم الطبيعي أو العنوان التقني سيكون طويلًا جدًّا للكتابة أو يحتل مساحة كبيرة على الشاشة.

## ألقاب الأماكن الجغرافية
العديد من الأماكن الجغرافية لها ألقاب أو أسماء بديلة لها آثار إيجابية. باريس، على سبيل المثال، هي «مدينة النور»، والبندقية «مدينة الهدوء»، ونيوجيرسي هي «الولاية الخضراء». ليس من الصحيح تسمية هذه الألقاب بأسماء شهرة؛ غالبًا ما تُستخدَم هذه الأسماء البديلة لتعزيز مكانة هذه الأماكن، على عكس الدور المعتاد لاسم الشهرة. تتبنى العديد من الأماكن أو المجتمعات، خاصة في الولايات المتحدة الأمريكية، الألقاب لأنها يمكن أن تساعد في إنشاء هوية مدنية، ومساعدة الغرباء على التعرف على المجتمع أو جذب الناس إليه، وتعزيز الفخر المدني، وبناء وحدة المجتمع. يُعتقد أيضًا أن الألقاب والشعارات التي نجحت في إنشاء مجتمع جديد «فكرة أو أسطورة» لها قيمة اقتصادية. من الصعب قياس قيمة الألقاب الاقتصادية، ولكن هناك تقارير قصصية عن مدن حققت فوائد اقتصادية كبيرة من خلال «وسم» نفسها لتبني شعارات جديدة.
على النقيض من ذلك، قد تكون الأسماء المستعارة للمدن الأقدم مهمة: لا يزال يشار إلى لندن أحيانًا باسم «الضبخان» في ذكرى الضباب الدخاني سيئ السمعة (الضباب المليء بالدخان) في القرن التاسع عشر وأوائل القرن العشرين، وكذلك إدنبرة تُعرَف بـ«الضبابية» لنفس السبب، حيث لوَّثَت حرائق فحم لا حصر لها غلافها الجوي.

## الألقاب الجماعية لسكان مكان جغرافي
بدلًا من نسبة أشخاص لمدن أو دول سكنهم، بعض الأماكن لها ألقاب جماعية لسكانها. وهذا شائع جدًّا في فالونيا وبلجيكا، حيث يُشار إلى هذه الأسماء بالمصطلح الفرنسي: "Blason populaire"، والذي يعني: «الأسماء النبيلة الشعبية».

## طالع أيضًا
- اسم التحبب
- لفظ التحبب